# Macrogenioglottus alipioi
Macrogenioglottus alipioi är en groddjursart som beskrevs av Carvalho 1946. Macrogenioglottus alipioi ingår i släktet Macrogenioglottus och familjen Cycloramphidae. IUCN kategoriserar arten globalt som livskraftig. Inga underarter finns listade i Catalogue of Life.